# Onderon
Onderon is een fictieve planeet die ligt in de Inner Rim in het Star Wars-universum.
De oppervlakte van Onderon is bedekt met oerwouden en is een thuisplaneet voor veel soorten planten en dieren. Veel diersoorten zoals de Boma, Drexl, Cannok en Zakkeg komen hier voor. Deze diersoorten komen ook voor op Dxun, de grootste maan van Onderon.
Onderon ligt vlak bij Dxun en heeft dezelfde soort atmosfeer. Dxun wordt als maan van Onderon gezien, maar is eigenlijk een soort zuster-planeet. 
In  4.400 BBY werd voor het eerst gewoond op Onderon. Freedon Nadd veroverde de planeet en ontwikkelde hier een theocratie gebaseerd op de Dark Side. De tegenstanders van Freedon en zijn volgelingen werden in de wildernis achtergelaten, zonder wapens om zich tegen wilde dieren te verweren. Deze mensen overleefden en vormden een tweede Beschaving. In  4.002 BBY werd Onderon lid van de Galactische Republiek. De Republiek vroeg de Jedi om op de planeet te letten. Jedimeester Arca Jeth werd hiervoor aangesteld. 